# لويس كابوتو
لويس كابوتو هو اقتصادي وسياسي أرجنتيني، ولد في 21 أبريل 1965 في بوينس آيرس في الأرجنتين. نشط حزبياً في اقتراح جمهوري. وقد انتخب وزير المالية.